# حادثه حمله با گاز سارین در متروی توکیو
حادثه حمله با گاز سارین در متروی توکیو (به ژاپنی: 地下鉄サリン事件, Chikatetsu Sarin Jiken) به حملهٔ تروریستی‌ای گفته می‌شود که در ۲۰ مارس ۱۹۹۵ توسط هواداران اوم‌شینریکیو (Aum Shinrikyo) انجام شد. در این حادثه ۵ نقطه در متروی توکیو هدف حملات شیمیایی با سارین قرار گرفتند. ۱۳ نفر کشته و هزاران نفر از عواقب استنشاق این گاز سمی دچار صدمه شدند. رویداد سارین در مترو مهمترین حمله در ژاپن پس از پایان یافتن جنگ جهانی دوم است.